# اچ‌ام‌ای‌اس سوان (یو۷۴)
اچ‌ام‌ای‌اس سوان (یو۷۴) (به انگلیسی: HMAS Swan (U74)) یک کشتی بود که طول آن ۲۶۶ فوت ۳ اینچ (۸۱٫۱۵ متر) بود. این کشتی در سال ۱۹۳۶ ساخته شد.